# Lubuntu
Lubuntu, oorspronkelijk een samentrekking van LXDE en Ubuntu, tegenwoordig LXQt en Ubuntu, is een Ubuntu-gebaseerde Linuxdistributie die als desktopomgeving LXDE gebruikt. Hierdoor is Lubuntu sneller dan Ubuntu, dat standaard GNOME gebruikt (vanaf 17.10). Lubuntu wordt vaker gebruikt op hardware die minder prestaties neerzet zoals een netbook of een oude computer. Verder gebruikt Lubuntu gemiddeld veel minder werkgeheugen (RAM) dan Ubuntu. De installatiebestanden van Lubuntu zijn beschikbaar in 32 en 64 bit.
Een vergelijkbaar project is Xubuntu. Deze distributie is ook gebaseerd op Ubuntu en levert standaard de desktopomgeving Xfce mee. Xfce is al lichter dan Unity, maar LXDE is nog lichter. Hierdoor is Lubuntu nog sneller dan Xubuntu. In vergelijking met Xubuntu zou Lubuntu maar de helft zoveel RAM-geheugen gebruiken.

## Geschiedenis

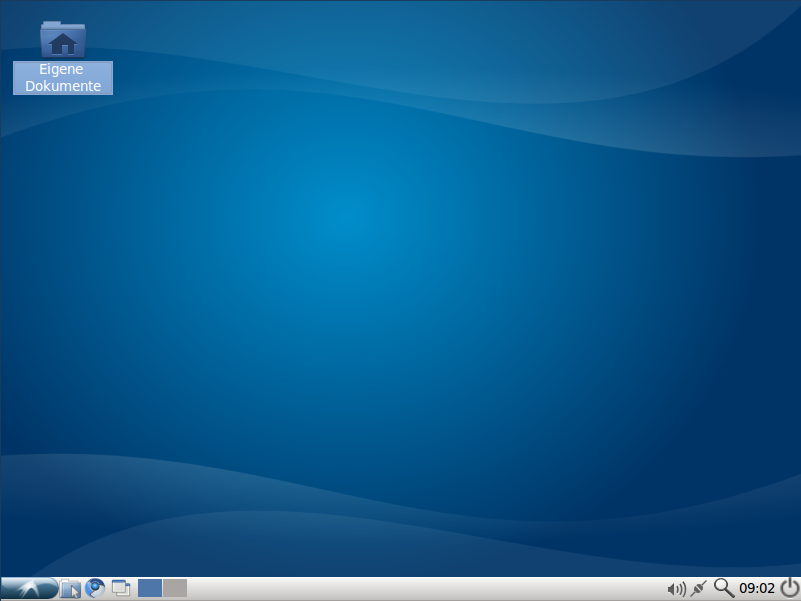
Lubuntu 10.04, de eerste los verkrijgbare Lubuntu-verspreiding

Tot versie 9.10 Karmic Koala, was Lubuntu alleen beschikbaar via Synaptic als een optionele desktopomgeving. Vanaf versie 10.04 Lucid Lynx is Lubuntu echter een volwaardige distributie met eigen ISO-images. Lubuntu 11.10 is de eerste versie van Lubuntu die Canonical erkent als een officiële variant op Ubuntu. In tegenstelling tot Ubuntu 12.04 is Lubuntu 12.04 geen LTS-versie (langetermijnondersteuning).

## Versies
Lubuntu is ook verkrijgbaar voor de Raspberry Pi en PowerPC, naast de gangbare varianten voor x86 (i386) en x64 (amd64).
| Versie | Codenaam          | Uitgavedatum    | Opmerking | Status           |
| ------ | ----------------- | --------------- | --- | ---------------- |
| 8.10   | Intrepid Ibex     | 30 oktober 2008 | Alleen beschikbaar als een optionele desktopomgeving in Ubuntu                                                                                           | Oude versie      |
| 9.04   | Jaunty Jackalope  | 23 april 2009   | Alleen beschikbaar als een optionele desktopomgeving in Ubuntu                                                                                           | Oude versie      |
| 9.10   | Karmic Koala      | 26 oktober 2009 | Alleen beschikbaar als een optionele desktopomgeving in Ubuntu                                                                                           | Oude versie      |
| 10.04  | Lucid Lynx        | 2 mei 2010      | Eerste versie onafhankelijk van Ubuntu. Ondersteund alsof het een LTS-versie betreft, om langer ondersteuning te bieden voor oude CPU's.                 | Oude versie      |
| 10.10  | Maverick Meerkat  | 10 oktober 2010 | Beschouwd als een stabiele bètaversie | Oude versie      |
| 11.04  | Natty Narwhal     | 28 april 2011   | | Oude versie      |
| 11.10  | Oneiric Ocelot    | 13 oktober 2011 | Eerste versie verkrijgbaar als 64 bit. Eerste versie officieel erkend door Canonical.                                                                    | Oude versie      |
| 12.04  | Precise Pangolin  | 26 april 2012   | Anders dan Ubuntu, is Lubuntu 12.04 geen LTS-versie. | Oude versie      |
| 12.10  | Quantal Quetzal   | 18 oktober 2012 | | Oude versie      |
| 13.04  | Raring Ringtail   | 25 april 2013   | | Oude versie      |
| 13.10  | Saucy Salamander  | 17 oktober 2013 | De standaardbrowser is niet langer Chromium maar Firefox, ZRAM toegevoegd, Catfish verwijderd                                                            | Oude versie      |
| 14.04  | Trusty Tahr       | 17 april 2014   | Anders dan Ubuntu, is Lubuntu 14.04 geen LTS-versie. Deze bevat bijgewerkte software, zoals PCManFM 1.2.0. Deze versie bevat nieuw en aangepast artwork. | Oude versie      |
| 14.10  | Utopic Unicorn    | 23 oktober 2014 | | Oude versie      |
| 15.04  | Vivid Vervet      | 23 april 2015   | | Oude versie      |
| 15.10  | Wily Werewolf     | 22 oktober 2015 | | Oude versie      |
| 16.04  | Xenial Xerus      | 21 april 2016   | | Oude versie      |
| 16.10  | Yakkety Yak       | 13 oktober 2016 | | Oude versie      |
| 17.04  | Zesty Zapus       | 13 april 2017   | | Oude versie      |
| 17.10  | Artful Aardvark   | 19 oktober 2017 | | Oude versie      |
| 18.04  | Bionic Beaver     | 26 april 2018   | LTS-versie | Nog in onderhoud |
| 18.10  | Cosmic Cuttlefish | 18 oktober 2018 | Eerste versie met de LXQt desktopomgeving | Oude versie      |
| 19.04  | Disco Dingo       | 18 april 2019   | | Oude versie      |
| 19.10  | Eoan Ermine       | 17 oktober 2019 | | Oude versie      |
| 20.04  | Focal Fossa       | 23 april 2020   | LTS-versie | Nog in onderhoud |
| 20.10  | Groovy Gorilla    | 22 oktober 2020 | | Oude versie      |
| 21.04  | Hirsute Hippo     | 22 april 2021   | | Oude versie      |
| 21.10  | Impish Indri      | 14 oktober 2021 | | Oude versie      |
| 22.04  | Jammy Jellyfish   | 21 april 2022   | LTS-versie | Huidige versie   |
| 22.10  | Kinetic Kudu      | 20 oktober 2022 | | Huidige versie   |
| 23.03  | Lunar Lobster     | 30 maart 2023   | | Bètaversie       |